# Inquinamento e risanamento del Lago d'Orta
Inquinamento e risanamento del Lago d'Orta sono due fenomeni ambientali che si sono svolti nell'arco temporale compreso tra la seconda metà degli anni 1920 e il 1990, anno in cui un'esemplare operazione di risanamento delle acque del lago ha dato l'avvio ad un recupero dell'ecosistema che è tuttora in corso. 
Nell'arco di pochi anni, con un imponente intervento di liming effettuato tra il 1989 e il 1990 e portato ad esempio e studiato in tutto il mondo, il lago d'Orta è passato dall'essere un lago dichiarato morto e, nel 1983, il lago più acidificato del pianeta a una situazione delle acque simile a quella presente prima dell'inizio dell'industrializzazione dell'area.
Dai più recenti monitoraggi, svolti dalle autorità preposte e Legambiente, risulta essere tra i laghi con una qualità dell'acqua più elevata presenti nella Penisola italiana.

## Il lago
Il lago d'Orta è un lago subalpino situato in Piemonte, fra le province di Novara e del Verbano-Cusio-Ossola. Il lago ha un bacino imbrifero di dimensioni ridotte, nonostante le precipitazioni mediamente abbondanti dell'area l'ampio volume del bacino lacustre (1286X106 m3) fa sì che il rinnovo delle acque sia molto lento, si stima un tempo pari a 8,5 anni. Da un punto di vista morfologico il lago è classificato come lago monomittico caldo.

## Prima del 1920
La prima descrizione della distribuzione antropica sulle sponde e nel territorio circostante al Lago d'Orta risale al 1923 quando il geografo italiano Piero Landini, scriveva, all'interno del XII Bollettino della Società geografica italiana, che «si tratta di una delle più ridenti regioni montuose dell'Italia Settentrionale, prosperosa per molte industrie, tra le quali principalissima quella dei villeggianti, che nei mesi migliori vanno sempre più popolando le rive del lago e le ubertose vallate». 
È questa la prima trattazione scientifica dell'ambiente umano intorno al Lago d'Orta, nei secoli precedenti diversi autori, scrittori e poeti avevano descritto la bellezza dei panorami e la purezza delle acque e dell'aria, numerose sono anche le trattazioni degli aspetti geologici, zoologici e botanici dei dintorni del Cusio, tra i molti autori vi sono Lazzaro Cotta, Angelo Fara, Carlo Amoretti, Carlo Fabrizio Parona e Corrado Parona.
Studi storici descrivono un'ampia ricchezza di specie di alghe, circa 150 specie fra le quali la maggioranza erano desmidiales e diatomee. Sette le specie di cladocera che componevano lo zooplancton, quattro di queste erano specie di daphnia, cinque erano invece le specie di copepoda, abbondanti anche i rotiferi.
La pesca rappresentava un'attività economica rilevante, il pesce più diffuso era il salmerino alpino introdotto nel 1914-1916, tra le altre specie erano presenti anguille, lucci italici, agoni, tinche, persici reali e altre specie. Dal 1901 era stato introdotto anche il coregone. Non si hanno invece dati sulla fauna bentonica a parte delle tracce fossili di presenza di Spirosperma ferox, una specie di oligocheti.

## L'arrivo della Bemberg
I primi sopralluoghi effettuati da parte dei tecnici della Bemberg in Italia risalgono al 1925, l'obiettivo era l'individuazione di un'area idonea per la costruzione di una fabbrica di rayon, una fibra artificiale ricavata dalla cellulosa tramite procedimento cuprammoniacale. Venne individuato un sito a Gozzano, l'attrattività del luogo era proprio determinata dalla purezza delle acque del lago, per i processi produttivi dell'azienda erano infatti necessari grandi quantitativi di acqua incontaminata e a basso contenuto salino. 
Nel 1926, pochi mesi prima dell'avvio della produzione, vennero consegnati a Hans Bachmann, uno dei più noti limnologi svizzeri, dei campioni delle acque del Lago d'Orta. Il responso di Bachmann descrive delle acque ricche di vita con abbondante presenza di popolamento planctonico e di pesci e con caratteristiche biologiche molto simili a quelle delle acque del Lago Maggiore.
I primi filati uscirono dallo stabilimento cusiano il 9 febbraio 1927, negli anni successivi la produzione aumentò continuamente fino a quadruplicarsi in capo a tre anni dal 1927. Nonostante la costruzione di grandi bacini di decantazione per far poggiare sul fondo il rame che residuava dal processo produttivo le acque restituite al lago erano pesantemente inquinate da rame e solfato d'ammonio derivanti dalla produzione di cellulosa e da sali di ferro derivanti dallo stesso processo di parziale recupero del rame.
Anche le caratteristiche geologiche dell'area, caratterizzata dalla presenza di rocce ricche di silicati in assenza di potere tampone favorirono la progressiva acidificazione delle acque fino a valori di pH pari a 3.8 nel 1985.

### La scomparsa della vita
Nel settembre 1928, vengono consegnati al limnologo Bachmann dei nuovi campioni di acqua del lago, la lettera in cui Bachmann comunica, non senza una certa sorpresa, la totale assenza di forme di vita nei campioni esaminati è del 23 ottobre 1928, un successivo esame di altri campioni, nel novembre dello stesso anno, conferma la scomparsa della vita dalle acque del lago.
Alla stessa conclusione giunge, due anni dopo, la limnologa Rina Monti che inizia la sua pubblicazione La graduale estinzione della vita nel lago d'Orta. con questa laconica constatazione «Il Lago d'Orta che fu celebre per la sua ricchezza di pesce, specialmente le sue belle trote salmonate, è ormai diventato sterile e deserto.»
Da un punto di vista chimico la scomparsa della vita era dovuta all'acidificazione dell'acqua che portò alla scomparsa del fitoplancton e quindi alla distruzione della catena alimentare. 
A partire dal 1958, in seguito all'adozione di un processo di recupero del rame dalle acque di scarico, l'emissione di rame da parte della Bemberg si era significativamente ridotta, nel 1982 venne realizzato un impianto di depurazione ma nel frattempo si erano insediate nell'area meridionale del bacino altre piccole aziende, soprattutto rubinetterie, produttori di casalinghi e aziende legate all'indotto di questi settori i cui processi elettrogalvanici scaricavano nelle acque del lago quantità elevate di rame, nichel, zinco e cromo. 
Il basso pH aumentava la solubilità e la tossicità dei metalli, la dissoluzione dei silicati di alluminio portati dagli affluenti fece sì che alla già lunga lista dei metalli tossici presenti nel lago si aggiungesse anche l'alluminio.

## Tentativi di risanamento

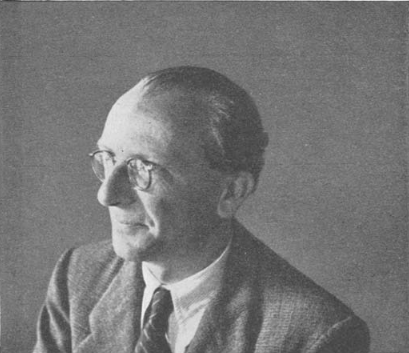
Edgardo Baldi - IRSA Istituto di Ricerca Sulle Acque

Nel 1944 iniziò una collaborazione fra la ditta Bemberg e il limnologo Edgardo Baldi, lo scopo era individuare degli organismi in grado di sopravvivere nel lago per incominciare la ricostruzione di una catena trofica per avviare il ripopolamento delle sue acque. Gli studi non portarono a risultati operativi, dopo l'interruzione della produzione durante il conflitto mondiale la produzione - e quindi gli scarichi - era ulteriormente aumentata.

## Riduzione dell'inquinamento
Nel 1978 la legge 319 Norme per la tutela delle acque dall'inquinamento fissò i limiti massimi di ammonio e rame presenti negli scarichi industriali, per cui le industrie che scaricavano nel lago dovettero adeguare i loro impianti, recuperando quasi completamente questi inquinanti. Nel 1980 a lavori di adeguamento degli scarichi completati il quantitativo di ammonio scaricato nel lago scese dal massimo di 3350 t nel 1970 a circa 30 t e quello di rame da 4 a 0,2 t.
Nello stesso periodo furono costruiti due impianti di trattamento delle acque reflue, di cui quello sul fiume Lagna in grado di trattare anche gli scarichi industriali. L'effetto fu un'ulteriore diminuzione delle concentrazioni di ammonio, passate da 4,6 a 1,4&mg/l, e di nitrati da 4,46 a 3,80 mg/l, anche se le acque rimasero comunque molto acide (con un ph minimo nel 1987 di 4,4).
Alle specie di fitoplancton già presenti (Oscillatoria limnetica e Coccomyxa minor) si aggiunsero Microcystis aeruginosa (alghe blu-verdi), Scenedesmus armatus (alghe verdi) e diatomee Achnanthes minutissima. Uno studio del 1992 mostrò un'organizzazione e successione stagionale simile a quella dei grandi laghi alpini, ma con diverse differenze come le diatomee sostituite dalle alghe verdi, l'importanza della Coccomyxa minor e un'alta densità di ultraplancton (plancton di dimensioni inferiori ai 2 μm), dovuta alla specifica composizione chimica del lago. Per la fine del 1988 la Microcystis aeruginosa era scomparsa. 
La composizione dello zooplancton variò rapidamente in conseguenza della diminuzione degli inquinanti, alle tre specie Cyclops abyssorum si aggiunsero numerose altre specie,  Asplanchna brightwelli nel 1981, Brachionus urceolaris e Bosmina longirostris nel 1984, Daphnia obtusa e Chydorus sphaericus nel 1986, Daphnia longispina, Keratella cochlearis, Keratella quadrata,, Lecane luna e Anuraeopsis fissa nel 1987 e Alona rectangula nel 1989. La zona profonda del lago, priva di popolazione dall'inizio dell'inquinamento iniziò a ripopolarsi, nella zona tra 20 e 140 metri di profondità si formò una colonia di vermi dei fanghi (Tubifex tubifex), che mancava dal 1926 Nel 1987-1988 i pescatori segnalarono la ricomparsa del persico reale (Perca fluviatilis), purtroppo una specie invasiva introdotta nel lago, e uno studio del 1989 rilevò la presenza oltre al persico reale anche di cavedani Squalius squalus) e persico sole (Lepomis gibbosus), quest'ultimo altresì invasivo.

## Intervento di liming
Comunque la situazione del lago si era stabilizzata con un pH ancora troppo basso, dato che la reazione chimica di nitrificazione che elimina l'ammonio aumenta l'acidità delle acque arrestando la reazione stessa (che si ferma ad un pH inferiore a 3,9) Nel 1984 fu quindi proposto da Carla Bonacina e G. Bonomi di effettuare un'operazione di liming, che in base agli studi effettuati avrebbe richiesto tra i quindici e venti anni. Un progetto fu proposto nel 1990 dall'Istituto di idrobiologia di Verbania ed approvato dalla Regione Piemonte e dalla Provincia di Novara. 
Una prima fase del progetto fu finanziata ed attuata tra il maggio 1989 e giugno 1990 utilizzando carbonato di calcio naturale, composto per il 20% acqua, e per il 92% della frazione secca di carbonato di calcio (CaCO3), per il 6% di carbonato di magnesio (MgCO3) e per il rimanente 2% di impurità, principalmente silice Il carbonato venne miscelato con acqua di lago in proporzione del 35% e diffuso utilizzando una barca appositamente progettata, equipaggiata con un serbatoio, un miscelatore e una pompa per la diffusione del composto sulla superficie, cominciando dalla parte meridionale del lago, l'imbarcazione era in grado di trasportare 60 tonnellate di carbonato per viaggio. 
Ci si rese però conto che in questo modo il carbonato di calcio rimaneva in superficie, quindi dal luglio 1989 si iniziò a iniettare il liquame a una profondità di 13 m circa, sotto al livello del termoclino. Vennero scaricati nel lago 400/450 t di carbonato di calcio ogni settimana, con interruzioni per problemi tecnici (in inverno il liquame si congelava nelle tubazioni) o finanziari in agosto, settembre e dicembre gennaio.
Per effetto di questi interventi i valori di pH migliorarono raggiungendo 6.8-6.9 e negli anni 2000 si poté così procedere con buoni esiti al ripopolamento ittico e fu possibile l'uso balneare.